# Zygmunt Bauman
Zygmunt Bauman (Poznań, 19 novembre 1925 – Leeds, 9 gennaio 2017) è stato un sociologo, filosofo e saggista polacco naturalizzato britannico.

## Biografia
Bauman nacque a Poznań, nell'allora Seconda Repubblica di Polonia, nel 1925 in una famiglia ebraica aschenazita. Allo scoppio della seconda guerra mondiale nel settembre del 1939, in cui il Paese si ritrovò diviso tra la Germania nazista da una parte e l'Unione Sovietica dall'altra, Bauman riparò con la famiglia nella zona sott'occupazione dell'Armata Rossa, in maniera tale da sfuggire ai rastrellamenti nazisti. 
Deciso a partecipare attivamente alle operazioni belliche in corso, s'arruolò in un'unità militare sovietica per poi svolgere, dalla fine del conflitto al 1948, alcune mansioni operative per lo spionaggio militare sovietico; la natura, come tanto l'entità, di questa sua collaborazione però restano a tutt'oggi ignote, così come le circostanze esatte in cui fu interrotta. Nel dopoguerra, incominciò a studiare sociologia presso l'Università di Varsavia, dove insegnavano Stanisław Ossowski e Julian Hochfeld. Durante una permanenza di studio alla London School of Economics, preparò la sua maggiore dissertazione sul laburismo britannico e le dinamiche intrinseche dei relativi movimenti operai e sindacali, che fu pubblicata nel 1959.
Da laureato ed abilitato, Bauman collaborò con numerose riviste specializzate, tra cui la popolare Socjologia na co dzień ("La Sociologia di tutti i giorni", del 1964), che raggiungeva un pubblico più vasto del circuito accademico tradizionale. Fu inizialmente un seguace del marxismo-leninismo, ideologia ufficiale dei vari paesi del Blocco Orientale, che però giunse poi a rivisitare radicalmente - ed infine ad abbandonare - a seguito della scoperta critica del pensiero di Antonio Gramsci e del sociologo neokantiano Georg Simmel. Durante poi il periodo della destalinizzazione, divenne uno strenuo detrattore del regime politico vigente nel proprio Paese. Egli continuò comunque, fino alla fine dei suoi giorni, a dichiarasi un socialista di stampo marxista.
Nel marzo del 1968, il rimontare incessante dell'antisemitismo tra i vari livelli della società polacca, utilizzato anche nella lotta politica interna, spinse molti ebrei polacchi a emigrare all'estero; tra questi, molti intellettuali distaccatisi dal regime. Bauman, che aveva perso la sua cattedra all'Università di Varsavia, fu uno di questi. Emigrò dunque dapprima in Israele, per andare a insegnare all'Università di Tel Aviv, ed in seguito accettò una cattedra di sociologia presso l'Università di Leeds, dove dal 1971 al 1990 è stato professore. Dal 1971 ha quasi sempre scritto in lingua inglese.
Sul finire degli anni ottanta, si è guadagnato una fama internazionale grazie ai suoi studi riguardanti la connessione tra la cultura della modernità e il totalitarismo, in particolar modo sul nazismo e l'Olocausto. Ha infine ottenuto anche la cittadinanza britannica. È morto il 9 gennaio 2017, all'età di 91 anni, nella città di Leeds, dove viveva ed insegnava in pianta stabile da parecchio tempo.

## Ricerche
Gli studi di Bauman si concentravano da principio sullo sviluppo della stratificazione sociale e le dinamiche strutturali del movimento dei lavoratori, prima d'espandersi ad ambiti molto più generali, come la natura della modernità, ecc. Il periodo più prolifico della sua carriera ebbe inizio dopo il ritiro dalla cattedra di Leeds, quando si guadagnò una vasta attenzione e stima fuori dal circolo dei sociologi del lavoro con un libro sulle connessioni tra l'ideologia della modernità e l'Olocausto. Le sue più recenti pubblicazioni si sono concentrate sul passaggio dalla modernità alla post-modernità, e le questioni etiche relative. Con una espressione divenuta proverbiale Bauman ha paragonato il concetto di modernità e postmodernità rispettivamente allo stato solido e liquido della società.

## Società liquida
Nei suoi ultimi lavori, Zygmunt Bauman ha inteso spiegare la postmodernità usando le metafore di modernità liquida e solida. Nei suoi libri sostiene che l'incertezza che attanaglia la società moderna deriva dalla trasformazione dei suoi protagonisti da produttori a consumatori. In particolare, egli lega tra loro concetti quali il consumismo e la creazione di rifiuti umani, la globalizzazione e l'industria della paura, lo smantellamento delle sicurezze e una vita liquida sempre più frenetica e costretta ad adeguarsi alle attitudini del gruppo per non sentirsi esclusa, e così via.
L'esclusione sociale elaborata da Bauman non si basa più sull'estraneità al sistema produttivo o sul non poter comprare l'essenziale, ma sul non poter comprare per sentirsi parte della modernità. Secondo Bauman il povero, nella vita liquida, cerca di standardizzarsi agli schemi comuni, ma si sente frustrato se non riesce a sentirsi come gli altri, cioè non sentirsi accettato nel ruolo di consumatore. In tal modo, in una società che vive per il consumo, tutto si trasforma in merce, incluso l'essere umano con relazioni usa e getta. Si perde la certezza del diritto (la magistratura è sentita come nemico) e le uniche soluzioni per l'individuo senza punti di riferimento sono da un lato l'apparire a tutti i costi, l'apparire come valore e il consumismo. Però si tratta di un consumismo che non mira tanto al possesso quanto all'utilizzo temporaneo di oggetti di desiderio in cui appagarsi, trovandoli in breve obsoleti, e passando quindi da un consumo all'altro in una sorta di bulimia.
La critica alla mercificazione delle esistenze e all'omologazione planetaria si fa spietata soprattutto in Vite di scarto, Dentro la globalizzazione e Homo consumens.

## Omogeneizzarsi
Secondo Bauman, l'"omogeneizzarsi" indica, relativamente ai rapporti tra i soggetti, un processo affine all'omologazione, all'assorbimento passivo dovuto a usi e consuetudini, a modelli culturali e di condotta prevalenti in un dato contesto sociale. Oppure si può riferire anche a comportamenti o valori che aprioristicamente e in maniera dogmatica vengono accettati e tramandati tra le generazioni di individui, senza alcuno spirito critico o alcuna capacità riflessiva. Passo successivo a ciò sono processi quali la spersonalizzazione e l'alienazione.

## La morale

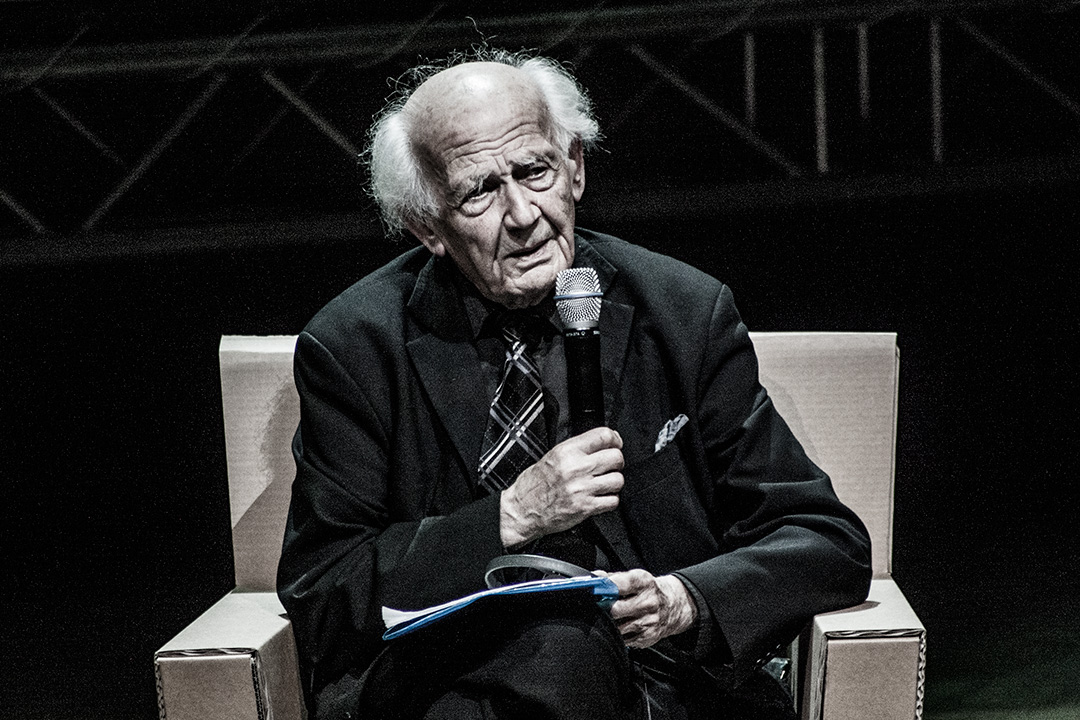
Bauman a Milano nel 2013

Secondo Bauman, nella modernità la morale è la regolazione coercitiva dell'agire sociale attraverso la proposta di valori o leggi universali a cui nessun uomo ragionevole (la razionalità è caratteristica della modernità) può sottrarsi. Non si può invece parlare della morale post-moderna, perché la fine delle "grandi narrazioni" del Novecento, cioè le ideologie, ha reso impossibile la pretesa di verità assolute, e quindi ci possono essere tante morali.
Bauman propone un tipo di morale: la morale nasce come (ed è sostanzialmente) il consegnarsi totalmente dell'io al tu (ovvero di me all'altro). È un fatto assolutamente e totalmente individuale e libero. Poiché non può esistere un terzo che mi dice se la mia azione sia morale oppure no, non c'è più società, la quale necessita sempre di almeno tre persone. Ma come si traduce questa definizione individuale nella concreta pratica sociale? Bauman specifica che questa libertà di donarsi è sempre dentro a certi vincoli e costruzioni dati da una struttura che è, appunto, la società.
L'impulso a essere per l'altro, a donarsi all'altro, indipendentemente da come l'altro si atteggia nei suoi confronti (questo impulso è stato formulato da Emmanuel Lévinas, filosofo francese contemporaneo) non è razionale; per questo per Bauman la morale (originata da tale impulso) è del tutto irrazionale. L'origine della morale è sempre un atto individuale, implica necessariamente un io (è la mia decisione), mai un noi (non è un atto collettivo, né l'esito di un accordo, perché è sempre la scelta del singolo di atteggiarsi in un certo modo nei confronti dell'altro). Se non c'è l'io l'atto morale non c'è. La morale quindi è un atto del tutto individuale, ma crea la società. La società nasce da una scelta etica individuale, l'atto etico individuale va fatto da me e non da altri, e però crea un vincolo: viviamo in società, siamo in società, solo in virtù del nostro essere morali. Per Bauman solitamente si incontra l'altro "non come persona": Bauman usa il termine “persona” nel senso in cui viene usato dall'interazionismo simbolico, per cui il concetto di persona è inteso nel senso di una maschera che ricopre un ruolo. L'identità di ogni individuo è la somma di tutti i ruoli che copre, per questo si parla solo di persone, cioè di attori che ricoprono ruoli. L'atto morale ci permette di incontrare l'altro non come persona/maschera, ma come volto, cioè nella sua vera identità e non nel ruolo. Con l'atto morale mi consegno a una debolezza assoluta (l'atto morale è l'antitesi del potere o della sua logica, che è forza) perché riconosco all'altro la possibilità di comandarmi, accetto di consegnarmi a lui.
Il paradosso della morale per Bauman è che essa da un lato crea disordine, dall'altro è necessaria come atto fondante della società (senza l'impulso di aprirsi all'altro non ci sarebbero le relazioni sociali). Tuttavia, essendo l'impulso della morale irrazionale e libero, è in antitesi all'ordine sociale, e pertanto la morale rischia di non avere molto spazio in una società sempre più complessa che ha bisogno di regole sempre più sofisticate. Bauman non risolve questo paradosso del ruolo della morale, pur essendo cruciale nella sua visione.

## La critica al negazionismo
A giudizio di Zygmunt Bauman, l'autoassoluzione della memoria storica tentata dai negazionisti è un segno di cecità pericolosa e potenzialmente suicida, che si sviluppa attraverso due processi:
1. Il processo di ramificazione, per cui
(Z. Baumann, Modernità ed Olocausto)
2. Il "processo di sterilizzazione dell'immagine dell'Olocausto sedimentata nella coscienza popolare". Le cerimonie commemorative e le solenni dichiarazioni non portano avanti nessuna analisi dell'esperienza dell'Olocausto, anche se sono di estrema importanza perché mantengono viva l'attenzione della gente comune, non specializzata sull'argomento, e cercano di sensibilizzare quanti non si sono mai posti il problema della memoria storica collettiva dell'intera enormità dell'evento "Shoah".

## Premi e riconoscimenti
- 1989 - Premio europeo Amalfi per la sociologia e le scienze sociali;
- 1998 - Premio Theodor W. Adorno della città di Francoforte;
- 2010 - Premio Principe delle Asturie (in "comunicazione e discipline umanistiche");
- 2015 - Laurea honoris causa in lingue moderne, letterature e traduzione letteraria dall'Università degli Studi del Salento.[7][8]

## Opere
- British Socialism: Sources, Philosophy, Political Doctrine, 1959.
- Class, Movement, Elite: a Sociologial Study on the History of the British Labour Movement, 1960.
- Questions of Modern American Sociology, 1961.
- The Party Systems of Modern Capitalism, 1962.
- The Society We Live In, 1962.
- Outline of Sociology. Questions and Concepts, 1962.
- Zarys marksistowskiej teorii społeczeństwa, Warszawa, Państwowe Wydawnictwo Naukowe, 1964.

Lineamenti di una sociologia marxista, Roma, Editori Riuniti, 1971.
- Sociology for Everyday Life, 1964.
- Visions of a Human World: Studies on the social genesis and the function of sociology, 1965.
- Culture and Society, Preliminares, 1966.
- Between Class and Elite. The Evolution of the British Labour Movement. A Sociological Study, 1972.
- Culture as Praxis, 1973.

Cultura come prassi, Bologna, il Mulino, 1976.
- Socialism: the Active Utopia, 1976.
- Towards a Critical Sociology: an Essay on Common-Sense and Emancipation, 1976.

Critica del senso comune. Verso una nuova sociologia, Roma, Editori Riuniti, 1982. ISBN 88-359-0014-X.
- Hermeneutics and Social Science: Approaches to Understanding, 1978.
- Memories of Class. The Pre-history and After-life of Class, London-Boston, Routledge & Kegan Paul, 1982.

Memorie di classe. Preistoria e sopravvivenza di un concetto, Torino, Einaudi, 1987. ISBN 88-06-59866-X.
- Stalin and the peasant revolution: a case study in the dialectics of master and slave, 1985.
- Legislators and interpreters. On Modernity, Post-modernity, Intellectuals, 1987.

La decadenza degli intellettuali. Da legislatori a interpreti, Torino, Bollati Boringhieri, 1992. ISBN 88-339-0688-4.
- Freedom, Minneapolis, University of Minnesota Press, 1988.

La libertà, Troina, Città aperta, 2002. ISBN 88-8137-034-4.
- Modernity and the Holocaust, 1989.

Modernità e olocausto, Bologna, il Mulino, 1992. ISBN 88-15-03686-5.
- Paradoxes of Assimilation, 1990.
- Thinking Sociologically. An introduction for Everyone, 1990.

Pensare sociologicamente, Napoli, Ipermedium Libri, 2000. ISBN 88-86908-27-X; con Tim May, 2003. ISBN 88-86908-43-1.
- Modernity and Ambivalence, Cambridge, Polity Press, 1991.

Modernità e ambivalenza, Torino, Bollati Boringhieri, 2010. ISBN 978-88-339-2049-8.
- Intimations of Postmodernity, 1992.
- Mortality, Immortality and Other Life Strategies, Stanford, Calif., Stanford University Press, 1992.

Il teatro dell'immortalità. Mortalità, immortalità e altre strategie di vita, Bologna, il Mulino, 1995. ISBN 88-15-05168-6.
- Postmodern Ethics, 1993.

Le sfide dell'etica, Milano, Feltrinelli, 1996. ISBN 88-07-10205-6.
- Life in Fragments. Essays in Postmodern Morality, 1995.
- Alone Again - Ethics After Certainty, 1996.
- Postmodernity and its discontents, 1997.
- I campi: Oriente, Occidente, modernità, in Nazismo, fascismo, comunismo. Totalitarismi a confronto, a cura di Marcello Flores, Milano, B. Mondadori, 1998. ISBN 88-424-9468-2.
- Work, consumerism and the new poor, 1998.
- Globalization: The Human Consequences, 1998.

Dentro la globalizzazione. Le conseguenze sulle persone, Roma-Bari, Laterza, 1999. ISBN 88-420-5787-8.
- In Search of Politics, 1999.

La solitudine del cittadino globale, Milano, Feltrinelli, 2000. ISBN 88-07-10287-0.
- La società dell'incertezza, Bologna, il Mulino, 1999. ISBN 88-15-07100-8.
- Liquid Modernity, 2000.

 Modernità liquida, Roma-Bari, Laterza, 2002, ISBN 88-420-6514-5.
- Ponowoczesność jako źródło cierpień, Warszawa, Wydawn. Sic!, 2000.

Il disagio della postmodernità, Milano, B. Mondadori, 2002. ISBN 88-424-9383-X.
- Voglia di comunità, Roma-Bari, Laterza, 2001. ISBN 88-420-6354-1.
- The Bauman reader, Malden, Blackwell, 2001.

Globalizzazione e glocalizzazione, Roma, Armando, 2005. ISBN 88-8358-543-7.
- Community. Seeking Safety in an Insecure World, 2001.

Voglia di comunità, Roma-Bari, Laterza, 2001. ISBN 88-420-6354-1.
- The Individualized Society, 2001.

La società individualizzata. Come cambia la nostra esperienza, Bologna, il Mulino, 2002. ISBN 88-15-08759-1.
Gli usi postmoderni del sesso, Bologna, il Mulino, 2013. ISBN 978-88-15-24167-2. [parziale]
- Conversations with Zygmunt Bauman, 2001.

Società, etica, politica. Conversazioni con Zygmunt Bauman, con Keith Tester, Milano, R. Cortina, 2002. ISBN 88-7078-793-1.
- Society Under Siege, 2001.

La società sotto assedio, Roma-Bari, Laterza, 2003. ISBN 88-420-6972-8.
- Parlare insieme o morire insieme: dilemma di tutto il pianeta, in Parabole mediatiche. Fare cultura nel tempo della comunicazione, Bologna, EDB, 2003. ISBN 88-10-14011-7.
- Liquid Love: On the Frailty of Human Bonds, 2003.

Amore liquido. Sulla fragilità dei legami affettivi, Roma-Bari, Laterza, 2004. ISBN 88-420-7088-2.
- City of fears, city of hopes, 2003.
- Una nuova condizione umana, Milano, V&P, 2003. ISBN 88-343-1058-6.
- Identity: Conversations with Benedetto Vecchi, 2003.

Intervista sull'identità, a cura di Benedetto Vecchi, Roma-Bari, Laterza, 2003. ISBN 88-420-7008-4.
- Europe. An Unfinished Adventure, 2004.

L'Europa è un'avventura, Roma-Bari, Laterza, 2006. ISBN 88-420-7292-3.
- Liquid Life, 2005.

Vita liquida, Roma-Bari, Laterza, 2006. ISBN 88-420-7699-6.
- Fiducia e paura nella città, Milano, Bruno Mondadori, 2005. ISBN 978-88-424-9205-4.
- Work, consumerism and the new poor, Maidenhead, Berkshire, England-New York, NY, Open University Press, 2005.

Lavoro, consumismo e nuove povertà, Troina, Città aperta, 2004. ISBN 88-8137-142-1; 2007. ISBN 978-88-8137-295-9.
- Zygmunt Bauman: intervista sull'educazione. Sfide pedagogiche e modernità liquida, con Alba Porcheddu, Roma, Anicia, 2005. ISBN 978-88-548-0031-1; ISBN 88-7346-355-X.
- Wasted Lives. Modernity and its Outcasts, 2007.

Vite di scarto, Roma-Bari, Laterza, 2005. ISBN 88-420-7275-3.
- Liquid fear, Cambridge-Malden, MA, Polity Press, 2006.

Paura liquida, Roma-Bari, Laterza, 2008. ISBN 978-88-420-8162-3.
- Consuming life, Cambridge-Malden, MA, Polity Press, 2007.

Consumo, dunque sono, Roma-Bari, Laterza, 2008. ISBN 978-88-420-8444-0.
- Homo consumens. Lo sciame inquieto dei consumatori e la miseria degli esclusi, Gardolo, Erickson, 2007. ISBN 88-6137-034-9.
- Modus vivendi. Inferno e utopia del mondo liquido, Roma-Bari, Laterza, 2007. ISBN 978-88-420-8262-0.
- Le vespe di Panama. Una riflessione su centro e periferia, Roma-Bari, Laterza, 2007.
- Arte, ¿líquido?, Madrid, Ediciones Sequitur, 2007.
- Individualmente insieme, Reggio Emilia, Diabasis, 2008. ISBN 978-88-8103-556-4.
- Does ethic have a chance in a world of consumers?, Cambridge, Mass., Harvard University Press, 2008.

L'etica in un mondo di consumatori, Roma-Bari, Laterza, 2010. ISBN 978-88-420-8692-5.
- Vite di corsa. Come salvarsi dalla tirannia dell'effimero, Bologna, il Mulino, 2009. ISBN 978-88-15-13160-7.
- Capitalismo parassitario, Roma-Bari, Laterza, 2009. ISBN 978-88-420-9098-4.
- Zygmunt Bauman. Modernità e globalizzazione, intervista di Giuliano Battiston, Roma, Edizioni dell'Asino, 2009. ISBN 978-88-6357-020-5.
- The art of life, Cambridge, UK-Malden, MA, Polity Press, 2008.

L'arte della vita, Roma-Bari, Laterza, 2009. ISBN 978-88-420-8891-2.
- Living on Borrowed Time: Conversations with Citlali Rovirosa-Madrazo, 2009.

Vite che non possiamo permetterci. Conversazioni con Citlali Rovirosa-Madrazo, Roma-Bari, Laterza, 2011. ISBN 978-88-420-9582-8.
- (EN)  44 letters from the liquid modern world, Cambridge, UK-Malden, MA, Polity Press, 2010.
  - (IT)  Cose che abbiamo in comune. 44 lettere dal mondo liquido, Roma-Bari, Laterza, 2012. ISBN 978-88-420-9922-2.
- Lo spettro dei barbari. Adesso e allora, Milano-Roma, Bevivino, 2010. ISBN 978-88-95923-23-9.
- Il buio del postmoderno, Reggio Emilia, Aliberti, 2011. ISBN 978-88-7424-827-8.
- Collateral damage. Social inequalities in a global age, Cambridge, UK-Malden, MA, Polity Press, 2011.

Danni collaterali. Diseguaglianze sociali nell'età globale, Roma-Bari, Laterza, 2013. ISBN 978-88-581-0490-3.
- Culture in a Liquid Modern World, Cambridge, UK-Malden, MA, Polity Press, 2011.

Per tutti i gusti. La cultura nell'età dei consumi, Roma-Bari, Laterza, 2016. ISBN 978-88-581-0513-9.
- Comunicazione 3.0. Pensieri e idee per una rivoluzione integrata. Conversazione con Zygmunt Bauman, con Franco Pomilio, Bologna, Lupetti, 2011. ISBN 978-88-95962-22-1.
- Conversazioni sull'educazione, in collaborazione con Riccardo Mazzeo, Trento, Erickson, 2012. ISBN 978-88-6137-956-5.
- O bogu i człowieku. Rozmowy, con Stanisław Obirek, Kraków, Wydawnictwo Literackie, 2013.

Conversazioni su Dio e sull'uomo, con Stanisław Obirek, Roma-Bari, Laterza, 2014. ISBN 978-88-581-1459-9.
- Liquid surveillance. A conversation, con David Lyon, Cambridge, UK-Malden, MA, Polity Press, 2013.

Sesto potere. La sorveglianza nella modernità liquida, con David Lyon, Roma-Bari, Laterza, 2013. ISBN 978-88-581-0691-4.
- Communitas. Uguali e diversi nella società liquida, Roma, Aliberti, 2013. ISBN 978-88-6626-062-2.
- La ricchezza di pochi avvantaggia tutti (falso!), Roma-Bari, Laterza, 2013. ISBN 978-88-581-0652-5.
- Le sorgenti del male, Trento, Erickson, 2013. ISBN 978-88-590-0253-6.
- Lo spirito e il clic. La società contemporanea tra frenesia e bisogno di speranza, Milano, San Paolo, 2013.
- Male e modernità. Tre paradigmi, in Shoah, modernità e male politico, a cura di Renata Badii e Dimitri D'Andrea, Milano-Udine, Mimesis, 2014. ISBN 978-88-575-2023-0.
- Visti di uscita e biglietti di entrata. Paradossi dell'assimilazione ebraica, Firenze, Giuntina, 2014.
- Il demone della paura, Roma-Bari, Laterza-la Repubblica, 2014. ISBN 978-88-581-1195-6.
- Futuro liquido. Società, uomo, politica e filosofia, Milano, AlboVersorio, 2014. ISBN 978-88-97553-68-7.
- State of crisis, con Carlo Bordoni, Cambridge, UK-Malden, MA, Polity Press, 2014.

Stato di crisi, con Carlo Bordoni, Torino, Einaudi, 2015. ISBN 978-88-06-22449-3.
- El retorno del péndulo. Sobre psicoanálisis y el futuro del mundo líquido, con Gustavo Dessal, Madrid, Fondo de Cultura Económica de España, 2014.

Il ritorno del pendolo. Psicoanalisi e futuro del mondo liquido, con Gustavo Dessal, Trento, Erickson, 2015. ISBN 978-88-590-0816-3.
- What use is sociology? Conversations with Michael Hviid Jacobsen and Keith Tester, Cambridge, Polity Press, 2014.

La scienza della libertà. A cosa serve la sociologia, conversazioni con Michael Hviid Jacobsen e Keith Tester, Trento, Erickson, 2014. ISBN 978-88-590-0558-2.
- La vita tra reale e virtuale, Milano, EGEA, 2014. ISBN 978-88-238-3448-4.
- Babel, con Ezio Mauro, Roma-Bari, Laterza, 2015. ISBN 978-88-581-1965-5.
- La bellezza (non) ci salverà, con Ágnes Heller, Trento, Il margine, 2015. ISBN 978-88-6089-169-3.
- Il destino della libertà. Quale società dopo la crisi economica?, con Chiara Giaccardi e Mauro Magatti, Roma, Città nuova, 2016. ISBN 978-88-311-7522-7.
- Scrivere il futuro, Roma, Castelvecchi, 2016. ISBN 978-88-6944-554-5.
- Strangers at our door, Cambridge, UK-Malden, MA, Polity Press, 2016.

Stranieri alle porte, Roma-Bari, Laterza, 2016. ISBN 978-88-581-2532-8.
- In Praise of Literature, con Riccardo Mazzeo, Cambridge, UK-Malden, MA, Polity Press, 2016.
- Retrotopia, Polity Press, 2017. ISBN 9788858127346.
- Zygmunt Bauman e Thomas Leoncini, Nati liquidi, Milano, Sperling&Kupfer, 2017,  p. 104, ISBN 978-88-200-6266-8.
- Le nuove povertà, Castelvecchi 2018, ISBN 9788832821956.
- Memories of Class. The Pre-history and After-life of Class, London-Boston, Routledge & Kegan Paul, 1982.

Memorie di classe. Preistoria e sopravvivenza di un concetto, Varazze, PM edizioni, 2020. ISBN 978-88-31222-26-6.

## Onorificenze
- Premio nazionale letterario Pisa, Saggistica ex aequo.[10]